# Agapanthia schmidti
Agapanthia schmidti är en skalbaggsart som beskrevs av Holzschuh 1975. Agapanthia schmidti ingår i släktet Agapanthia och familjen långhorningar. Inga underarter finns listade i Catalogue of Life.